# Hemicloea tasmani
Hemicloea tasmani är en spindelart som beskrevs av Raymond Comte de Dalmas 1917. Hemicloea tasmani ingår i släktet Hemicloea och familjen plattbuksspindlar.
Artens utbredningsområde är Tasmanien. Inga underarter finns listade i Catalogue of Life.